# Potu
Potu è un comune dell'Azerbaigian situato nel distretto di Göyçay. Conta una popolazione di 3 567 abitanti.